# Collell (Bóixols)

Collell, respecte del terme d'Abella de la Conca

Collell és un indret i partida, formada per camps de coureu i zones boscoses, del terme municipal d'Abella de la Conca, a la comarca del Pallars Jussà.
Està situat al vessant nord-est de la Serra de Carrànima, a ponent del poble de Bóixols i al sud de Cal Mateu i de lo Campanar. Pren el seu nom el riu de Collell, que discorre a llevant de la partida.